# Брусвил-Еди (Тексас)
Брусвил-Еди (енгл. Bruceville-Eddy) град је у америчкој савезној држави Тексас. По попису становништва из 2010. у њему је живело 1.475 становника.

## Демографија
Према попису становништва из 2010. у граду је живело 1.475 становника, што је 15 (1,0%) становника мање него 2000. године.
| Група             | 2000.         | 2010.         |
| Белци             | 1.295 (86,9%) | 1.227 (83,2%) |
| Афроамериканци    | 12 (0,8%)     | 28 (1,9%)     |
| Азијати           | 1 (0,1%)      | 5 (0,3%)      |
| Хиспаноамериканци | 154 (10,3%)   | 189 (12,8%)   |
| Укупно            | 1.490         | 1.475         |